# Calendario Cotsworth
Il Calendario Cotsworth (noto anche come il Calendario fisso internazionale, il piano di Cotsworth o il calendario di 13 mesi) è un calendario solare nato come proposta di riforma del calendario progettata da Moses B. Cotsworth, che ha presentato nel 1902. Esso divide l'anno solare in 13 mesi di 28 giorni ciascuno, quindi è un calendario perenne, cioè con lo stesso giorno della settimana per ogni data dell'anno in anni diversi. Anche se non è mai stato adottato ufficialmente in nessun paese, l'imprenditore George Eastman ne ha adottato l'uso interno per la propria compagnia, la Eastman Kodak Company, dove è stato utilizzato dal 1928 al 1989.

## Regole
L'anno solare è di 13 mesi con 28 giorni ciascuno, suddivisi in 4 settimane esatte per un totale di (13 × 28 =) 364 giorni. Un giorno in più, festivo, è aggiunto alla fine dell'anno dopo il 28 dicembre (corrispondente al 31 dicembre gregoriano), è chiamato "giorno dell'anno" e non appartiene a nessuna settimana; con questo giorno aggiuntivo il totale sale a 365 giorni. Ogni anno coincide con il corrispondente anno gregoriano, quindi 1º gennaio del calendario Cotsworth cade sempre il 1º gennaio gregoriano. Dodici mesi sono nominati e ordinati come nel calendario gregoriano, ma un mese in più, chiamato “sole” (Sol in inglese), viene inserito tra giugno e luglio. Il nome del nuovo mese è stato scelto in omaggio al sole (che però in inglese è chiamato comunemente Sun cosicché non ha lo stesso nome del mese come in italiano) perché comprende il solstizio di estate.
L'anno bisestile in questo calendario contiene 366 giorni, e la sua comparsa segue la regola gregoriana. Il Calendario Cotsworth però inserisce il giorno in più il 29 giugno: tra sabato 28 giugno e domenica 1 sole.
Ogni mese inizia di domenica, e termina il sabato; Di conseguenza, anche ogni anno inizia la domenica. Né il “Giorno dell'anno” né il giorno bisesto sono considerati come parte di una settimana; sono preceduti da un sabato e sono seguiti da una domenica.
Tutti i mesi sono come il seguente:
| Giorno della settimana | Giorno della settimana | Giorno della settimana | Giorno della settimana | Giorno della settimana | Giorno della settimana | Giorno della settimana | Giorno bisesto in giugno negli anni bisestili, o giorno dell'anno in dicembre |
| Dom                    | Lun                    | Mar                    | Mer                    | Gio                    | Ven                    | Sab                    | Giorno bisesto in giugno negli anni bisestili, o giorno dell'anno in dicembre |
| ---------------------- | ---------------------- | ---------------------- | ---------------------- | ---------------------- | ---------------------- | ---------------------- | ----------------------------------------------------------------------------- |
| 1                      | 2                      | 3                      | 4                      | 5                      | 6                      | 7                      | Giorno bisesto in giugno negli anni bisestili, o giorno dell'anno in dicembre |
| 8                      | 9                      | 10                     | 11                     | 12                     | 13                     | 14                     | Giorno bisesto in giugno negli anni bisestili, o giorno dell'anno in dicembre |
| 15                     | 16                     | 17                     | 18                     | 19                     | 20                     | 21                     | Giorno bisesto in giugno negli anni bisestili, o giorno dell'anno in dicembre |
| 22                     | 23                     | 24                     | 25                     | 26                     | 27                     | 28                     | 29                                                                            |

Lo schema seguente mostra la relazione tra i “mesi Cotsworth” e quelli gregoriani: 
| Mese Cotsworth | Date gregoriane corrispondenti | Date gregoriane corrispondenti    |
| Mese Cotsworth | Primo del mese                 | 28 del mese Cotsworth             |
| -------------- | ------------------------------ | --------------------------------- |
| Gennaio        | 1 gennaio                      | 28 gennaio                        |
| Febbraio       | 29 gennaio                     | 25 febbraio                       |
| Marzo          | 26 febbraio                    | 25 marzo*                         |
| Aprile         | 26 marzo*                      | 22 aprile*                        |
| Maggio         | 23 aprile*                     | 20 maggio*                        |
| Giugno         | 21 maggio*                     | 17 giugno*                        |
| Giugno         | 21 maggio*                     | + giorno bisesto se applicabile   |
| Sole           | 18 giugno                      | 15 luglio                         |
| Luglio         | 16 luglio                      | 12 agosto                         |
| Agosto         | 13 agosto                      | 9 settembre                       |
| Settembre      | 10 settembre                   | 7 ottobre                         |
| Ottobre        | 8 ottobre                      | 4 novembre                        |
| Novembre       | 5 novembre                     | 2 dicembre                        |
| Dicembre       | 3 dicembre                     | 30 dicembre                       |
| Dicembre       | 3 dicembre                     | + giorno dell'anno il 31 dicembre |

- Queste date gregoriane vanno ovviamente diminuite di un giorno in un anno bisestile gregoriano. Marzo nel calendario fisso ha sempre un numero fisso di giorni (28) e negli anni bisestili include il 29 febbraio gregoriano.

## Storia
Calendari lunisolari, con i giorni settimanali fissi, esistevano già in molte culture antiche, con alcune festività che cadevano sempre nelle stesse date del mese e negli stessi giorni della settimana.
Si ha notizia di calendari perenni di 13 mesi almeno dalla metà del XVIII secolo. Le varie versioni differiscono principalmente su come i mesi sono chiamati, e il trattamento del giorno in più nell'anno bisestile.
Il "calendario georgiano" fu proposto nel 1745 da un colono americano del Maryland, il reverendo Hugh Jones, che scriveva sotto lo pseudonimo Hirossa Ap-Iccim. L'autore chiama il tredicesimo mese in onore di re Giorgio II di Gran Bretagna. Il 365º giorno di ogni anno era il Natale. Il trattamento dell'anno bisestile variava dalla regola gregoriana e l'anno cominciava più vicino al solstizio d'inverno. In una versione successiva, pubblicata nel 1753, i 13 mesi sono stati tutti rinominati con santi cristiani.
Nel 1849 il filosofo francese Auguste Comte (1798-1857) propose il Calendario positivista 13 mesi, nominando i mesi: Mosè, Omero, Aristotele, Archimede, Cesare, San Paolo, Carlo Magno, Dante, Gutenberg, Shakespeare, Cartesio, Federico e Bichat. I giorni dell'anno sono stati ugualmente dedicate ai "santi" nella Religione Positivista dell'Umanità. Comte azzera anche il conto degli anni e segna l'inizio del suo calendario (anno 1) con l'anno gregoriano 1789. Per i giorni in più dell'anno non appartenenti a qualsiasi settimana o mese, Comte ha seguito il modello di Ap-Iccim (Jones).
Non si sa se Cotsworth avesse familiarità con i calendari di 13 mesi che hanno preceduto il suo “calendario internazionale fisso“. Egli ha seguito Ap-Iccim (Jones) nel designare il 365º giorno dell'anno, come Natale. Il suo suggerimento è che questo ultimo giorno dell'anno dovrebbe essere designato di Domenica, e, di conseguenza, poiché il giorno dopo sarebbe stato il giorno di Capodanno e quindi Domenica, lo ha chiamato un doppia Domenica. Dal momento che l'obiettivo di Cotsworth era rendere il calendario più "razionale" per le imprese e l'industria, ha mantenuto quanto più possibile tutte le caratteristiche del calendario gregoriano, compresi i nomi tradizionali dei mesi, la settimana che inizia la Domenica (ancora tradizionalmente utilizzata negli Stati Uniti come primo giorno della settimana, ma non comune nella maggior parte degli altri paesi), e la regola gregoriana degli anni bisestili.
Per promuovere la riforma del calendario Cotsworth è stata fondata nel 1923 l' “International Fixed Calendar League”, subito dopo è stato selezionato dalla Società delle Nazioni come la migliore di 130 proposte di calendario. Sandford Fleming, l'inventore e promotore dell'adozione a livello mondiale del tempo standard, è diventato il primo presidente della IFCL. George Eastman è diventato un fervente sostenitore di questo calendario, ed ha istituito il suo utilizzo all'interno della Kodak. L'International Fixed Calendar League ha cessato le operazioni poco dopo che il calendario non è riuscito a ottenere l'approvazione definitiva della Società delle Nazioni nel 1937.

## Vantaggi
La suddivisione dell'anno è molto regolare e sistematica:
- Ogni mese ha esattamente 4 settimane (28 giorni).
- Ogni giorno del mese cade nello stesso giorno della settimana di ogni mese (ad esempio, il 17 cade sempre di martedì).
- Ogni anno ha esattamente 52 settimane suddivise in 13 mesi.
- Il calendario è lo stesso ogni anno (perenne), a differenza del calendario gregoriano annuale, che differisce di anno in anno. Pertanto, la programmazione è più semplice per istituzioni e industrie con cicli di produzione estesi.
- I confronti statistici per mese sono più accurati, poiché tutti i mesi contengono esattamente lo stesso numero di giorni lavorativi e fine settimana, allo stesso modo per i confronti per trimestri di 13 settimane.
- I sostenitori del calendario fisso internazionale hanno affermato che tredici suddivisioni uguali dell'anno sono superiori a dodici suddivisioni disuguali in termini di flusso di cassa mensile nell'economia.[8]

## Svantaggi
- Compleanni, anniversari significativi e altre festività dovrebbero essere ricalcolati a seguito di una riforma del calendario e sarebbero sempre lo stesso giorno della settimana. Ciò potrebbe essere problematico per i giorni festivi che cadono nei giorni non lavorativi con il nuovo sistema. Ad esempio, se un giorno festivo viene celebrato l'8 gennaio, in base al calendario fisso internazionale tale giorno festivo cade sempre di domenica, che è già un giorno non lavorativo, quindi il 9 gennaio dovrebbe essere concesso un congedo compensativo ogni anno, che sostanzialmente cambierebbe la data della vacanza.
- Una grande quantità di dati amministrativi (e il software che li gestisce) dovrebbero essere corretti / regolati per il nuovo sistema, potenzialmente dovendo supportare sia l'IFC (International Fixed Calendar) che i sistemi di indicazione dell'ora locale standard per un certo periodo di tempo.
- La data conosciuta come "Venerdì 13" sarebbe presente ogni mese di ogni anno